# IFACオーストラリアンシンギングコンペティション
IFAC オーストラリアン・シンギング・コンペティション（英：IFAC Australian Singing Competition, ASC）は、コロラトゥーラ・ソプラノのオペラ歌手であり、オペラとクラシック音楽の優れた声楽教師であったマリアンヌ・マスィー＝フライスデーンの遺志により行われた遺贈による「マリアンヌ・マスィー奨学金」の有効利用から発展する形で、1982年に設立された、オーストラリアの声楽コンクールである。
日本の神道系新宗教ワールドメイト教祖の半田晴久（深見東州）が後援している。
設立当初は、オーストラリアン・シンギング・コンペティション（Australian Singing Competition）という名であった。

## 概要
このコンクールは、現在、金融面や就業機会の面で最も豊かな、さまざまな奨学金、賞、キャリアと人脈づくりの機会を受賞者に提供し、この種のコンクールの中で、最も長い期間にわたって継続的に開催されているものの一つとして認識されている。
1982年以来、このコンクールの最高賞は「マリアンヌ・マスィー奨学金」とされており、この「マリアンヌ・マスィー奨学金」は、参加者と業界人のあいだで"The Mathy"として知られている。
また、1998年以来行われているこのコンクールの決勝コンサートは、多くの著名な指揮者とオーストラリアの有数のオーケストラとの共演を特色として、オーストラリアの様々な主要都市で行われている。
このコンクールは、これまでに幾度かオーストラリア総督の後援を受けており、最近では、2010年から2014年にかけて、第25代オーストラリア総督クエンティン・ブライスの後援を受けた。
2013年の時点で、約3,000人の歌手が参加し、優秀者には1982年からの30年余りで、総額280万ドルを超える奨学金が授与されている。

## 参加資格
対象者は、オーストラリアもしくはニュージーランド国籍を持つ、もしくはいずれかの国に在住している、26歳未満の若手声楽家である。プロ、アマは問わない。
また、オーストラリアのオペラ・アワードの勝者は、このコンクールの決勝コンサートに、ゲスト・アーティストとして出演することが認められている。

## マリアンヌ・マスィー奨学金獲得者
| 年   | 奨学金獲得者                      | カテゴリ         | 審査責任者                                      |
| ---- | --------------------------------- | ---------------- | ----------------------------------------------- |
| 1982 | ニコラ・ウェイト                  | ソプラノ         | ステファン・ハーグ                              |
| 1983 | ジェフリー・ブラック              | バリトン         | ステファン・ハーグ                              |
| 1984 | ミリアム・ゴームリー              | ソプラノ         | ナンス・グラント                                |
| 1985 | デイビット・レムケ                | バリトン         | ダグラス・クレイグ                              |
| 1986 | フィオナ・ジェーンズ              | ソプラノ         | ジェミファー・エディ                            |
| 1987 | ポール・ウィーラン                | バス             | エリザベス・フレットウェル                      |
| 1988 | ジョアンナ・コール                | ソプラノ         | ロナルド・マコナギー / マーグレータ・エルキンス |
| 1989 | クレア・ゴームリー                | ソプラノ         | マーグレータ・エルキンス                        |
| 1990 | クリスティーナ・ウィルソン        | メゾ・ソプラノ   | ジョセフ・ウォード                              |
| 1991 | スチュアート・スケルトン          | テノール         | ロー・シウ・トゥアン                            |
| 1992 | ジェイソン・バリー・スミス        | バリトン         | ジョセフ・ウォード                              |
| 1993 | アメリア・ファルーギア            | ソプラノ         | マイヤー・フレッドマン                          |
| 1994 | デビッド・クォー                  | テノール         | ジョセフ・ウォード                              |
| 1995 | ナタリー・クリスティー            | ソプラノ         | シャローン・キンモリー                          |
| 1996 | レベッカ・ナッシュ                | ソプラノ         | パトリシア・プレイス                            |
| 1997 | アレクサンドラ・シャーマン        | ソプラノ         | エイリーン・ハンナン                            |
| 1998 | ジェフリー・チャード              | ソプラノ         | ジェフリー・チャード                            |
| 1999 | ジャネット・ジリオリ              | ソプラノ         | パトリシア・プレイス                            |
| 2000 | ラシェル・ダーキン                | ソプラノ         | ジョセフ・ウォード                              |
| 2001 | レジェール・パウロ                | ソプラノ         | ロバード・ガード                                |
| 2002 | キャサリン・ティナ                | メゾ・ソプラノ   | グレゴリー・ユーリシッチ                        |
| 2003 | ジェシカ・プラット                | ソプラノ         | マリリン・リチャードソン                        |
| 2004 | エマ・ピアソン/エミリー・ブランチ | ソプラノ         | グレニス・フォウルズ                            |
| 2005 | アニータ・ワトソン                | ソプラノ         | グレン・ウィンズレード                          |
| 2006 | ダンカン・ロック                  | バリトン         | フィオナ・ジェーンズ                            |
| 2007 | エミリー・ブランチ                | ソプラノ         | アンソン・オースティン                          |
| 2008 | シティベニ・タレイ                | バリトン         | デボラ・リーデル                                |
| 2009 | サム・ロバーツ・スミス            | バリトン         | ドナルド・シャンクス                            |
| 2010 | レイチェル・ベイト                | ソプラノ         | リサ・ガスティーン                              |
| 2011 | エマ・ムーア                      | ソプラノ         | ベルナデット・カレン                            |
| 2012 | アンナ・ドゥスレー                | メゾ・ソプラノ   | ジェフリー・ブラック                            |
| 2013 | ジェイド・モファット              | ソプラノ         | エマ・マシューズ                                |
| 2014 | イザベラ・ムーア                  | ソプラノ         | ジェフリー・ブラック                            |
| 2015 | マクシミリアン・リーブル          | カウンターテナー | リニ・ロバートソン                              |
| 2016 | ニコラス・トルプット              | カウンターテナー | リンドン・テラチーニ                            |
| 2017 | フィリペ・マヌ                    | テノール         | カトリン・ヨンソン                              |
| 2018 | ゾエ・ドラモンド                  | ソプラノ         | リニ・ロバートソン                              |
| 2019 | マナセ・ラトゥ                    | テノール         | ノエミ・ナーデルマン                            |

## 後援者
- 半田晴久（神道系新宗教ワールドメイト教祖の深見東州）
- クエンティン・ブライス（2010年 - 2014年）

## 日本との関係
1998年から、半田晴久と世界芸術文化振興協会が名誉スポンサーおよびサポーターとなっている。
2000年には、日本でこのコンクールが開催された。
また、2010年〜2012年にかけては、世界芸術文化振興協会を通して、「半田賞（the Handa Prize）」も設けられ、受賞者は、日本で開催されたコンサートに招待され出演した。